# Sage Type 4
Il Sage Type 4 fu un biplano idrovolante da addestramento britannico della prima guerra mondiale, rimasto allo stadio di prototipo.

## Storia del progetto
All'inizio del 1917, la società di lavorazione del legno Frederick Sage & Company con sede Peterborough, progettò un idrovolante da pattugliamento marittimo a due posti per il Royal Naval Air Service basato sul precedente aereo da addestramento primario Type 3. Come il precedente progetto, il Sage Type 4, era un biplano monomotore. Il pilota e l'osservatore sedevano in cabine di pilotaggio separate poste in tandem, con il pilota che occupava la cabina di pilotaggio anteriore, mentre l'operatore radio/osservatore sedeva nella cabina di pilotaggio posteriore. Entrambi i membri dell'equipaggio avevano una buona visibilità. 
L'aereo era alimentato da un motore a V a otto cilindri Hispano-Suiza 8A, raffreddato a liquido, della potenza di 150 hp (112 kW), azionante un'elica bipala del diametro di 2,7 m (9 ft). Il carrello di atterraggio era sostituito da una coppia di galleggianti posizionati uno sotto ogni semiala inferiore, con un ulteriore galleggiante di coda.
Il prototipo Sage Type 4a ( numero di serie N.116) volò per la prima volta il 3 luglio 1917. Questo modello dimostrò un'eccellente manovrabilità durante i collaudi, essendo capace di effettuare manovre acrobatiche e risultando così stabile da essere facilmente pilotato "hands-off".
Nonostante ciò questa versione venne rifiutata per il servizio come aereo da pattugliamento, ma venne raccomandato che fosse convertito come addestratore al pilotaggio. L'aereo era dotato di doppi comandi e il castello motore fu modificato per consentire il montaggio di altre tipologie di motori da 200 CV (149 kW). L'esemplare N 116 fu convertito a questo standard ed equipaggiato con un propulsore Sunbeam Arab e con la designazione Sage Type 4b andò in volo il 17 maggio 1918.
L'ufficio tecnico della ditta Frederick Sage & Company progettò anche una versione modificata, designata Sage Type 4c con ali pieghevoli di maggiore apertura alare (12,07 m o 39 ft 7¼ in) ed alimentato da un motore Hispano-Suiza 8B da 200 CV. Il prototipo andò in volo per la prima volta il 12 ottobre 1918. L'aereo saliva a una quota di 1.520 m (5.000 ft) in 8 minuti e a 3.050 m (10.000 ft) in 21 minuti e 20 secondi.
Sia il Type 4b che il 4c furono adottati come idrovolanti da addestramento standard per il Royal Naval Air Service, ma la fine della prima guerra mondiale portò all'abbandono dei piani di produzione. L'ordine di produzione per 29 Sage Type 4c fu cancellato nell'ottobre a favore dell'idrovolante da addestramento Norman Thompson N.T.2B.

## Versioni
Type 4a
Idrovolante biposto da pattugliamento marittimo, azionato da un motore Hispano-Suiza 8A da 150 hp. Un prototipo costruito.
Type 4b
Idrovolante biposto da addestramento, azionato da un motoreSunbeam Arab da 200 hp. Un prototipo ricavato per conversione del Type 4a.
Type 4c
Idrovolante biposto da addestramento con ali di maggior apertura e ripiegabili, azionato da un motore Hispano-Suiza 8B da 200 hp. Un esemplare costruito.

### Fonti
1. 1 2  Bruce 1957, pp. 466-469.
2. 1 2 3 4 5 6 7  Уголок неба.
3. 1 2  Bruce 1957, p. 464.
4. ↑  Uppendaun 2004, p. 69.
5. ↑  Bruce 1957, p. 468.
6. 1 2 3  Bruce 1957, p. 465.
7. 1 2  Bruce 1957, p. 466.
8. ↑  Goodall 1995, p. 19.